# Kit Carson's Wooing
Kit Carson's Wooing est un film muet américain réalisé par Francis Boggs et sorti en 1911.

## Fiche technique
- Réalisation : Francis Boggs
- Scénario : Lanier Bartlett
- Production : William Selig
- Date de sortie : États-Unis : 11 septembre 1911

## Distribution
- Jack Conway
- Major J.A. McGuire
- J. Barney Sherry
- Frank Campeau
- Jane Keckley
- Leonide Watson
- Bessie Eyton
- Tom Mix
- Tom Santschi